# Jahrzeitbuch

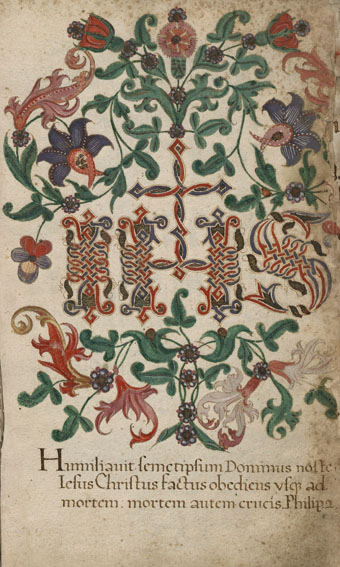
Jahrzeitbuch des Dominikanerinnen-Klosters St. Peter in Bludenz (1592)

Jahrzeitbücher (lateinisch libri anniversariorum) sind kirchliche Kalender, in denen verstorbene Wohltäter einer kirchlichen Institution eingetragen werden, damit man alljährlich zur Jahrzeit für ihr Seelenheil betet. Ab dem Spätmittelalter bilden sie die wichtigste Grundlage für das kirchlich-liturgische Memorialwesen und das damit verbundene Stiftungswesen.

## Begrifflichkeit
Die Bezeichnung Jahrzeit- oder Jahrzeitenbücher ist vor allem im schweizerischen und süddeutschen Raum verbreitet. Weitere Bezeichnungen lauten Anniversarien, Jahrtags-, Seel- oder Totenbücher. Auf Französisch und Italienisch hat sich dafür die Bezeichnung obituaires bzw. obituari etabliert. Im Mittelalter wurden die betreffenden Bücher als liber anniversariorum, memorialis, als mortuarium, martyrologium, catalogus, tabula oder schlicht als calendarium sowie in Anlehnung an das himmlische Buch des Lebens als liber vitae bezeichnet. Erst in der frühen Neuzeit kam zusätzlich die griechisch-lateinische Wortneuschöpfung necrologium auf.

## Entstehung und Verbreitung

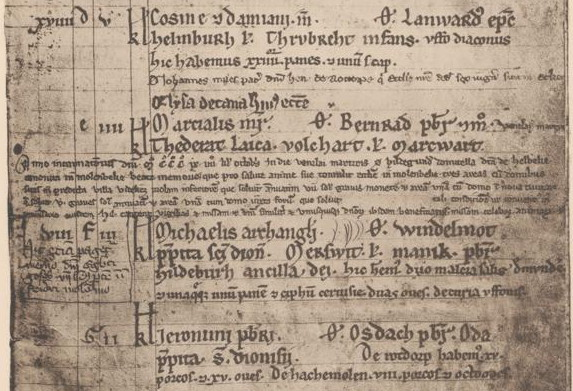
Ausschnitt (27. bis 30. September) aus dem Nekrolog des Klosters Möllenbeck, angelegt im 13. Jahrhundert. An Michaelis erhält jede Nonne ein Brot, eine Maß Bier (ciphum cervisie) und zwei Eier.

Eigentliche Jahrzeitbücher kamen ab dem 12. Jahrhundert auf. Anders als in den älteren klösterlichen Nekrologien wurden darin nicht mehr nur die Namen der verstorbenen Würdenträger und Wohltäter verzeichnet, sondern auch ihre Stiftungen, mit denen das Gedenken finanziert wurde. Zunächst waren es vor allem Dom- und Kollegiatstifte, welche diese Art der Buchführung betrieben. Schon bald wurde sie aber auch von den Ordensgemeinschaften aufgegriffen, und ab dem 14. Jahrhundert entstanden entsprechende Aufzeichnungen auch an Pfarrkirchen und Kapellen sowie in Spitälern und Siechenhäusern.
Während die Reformatoren den Nutzen der Fürbitte bestritten und das Jahrzeitwesen abschafften, erlebte dieses Brauchtum in katholischen Gegenden eine neue Blüte. Manche Jahrzeitbücher wurden bis ins 20. Jahrhundert weitergeführt. Abgelöst wurden sie durch die Möglichkeiten der Elektronischen Datenverarbeitung.

## Funktionen

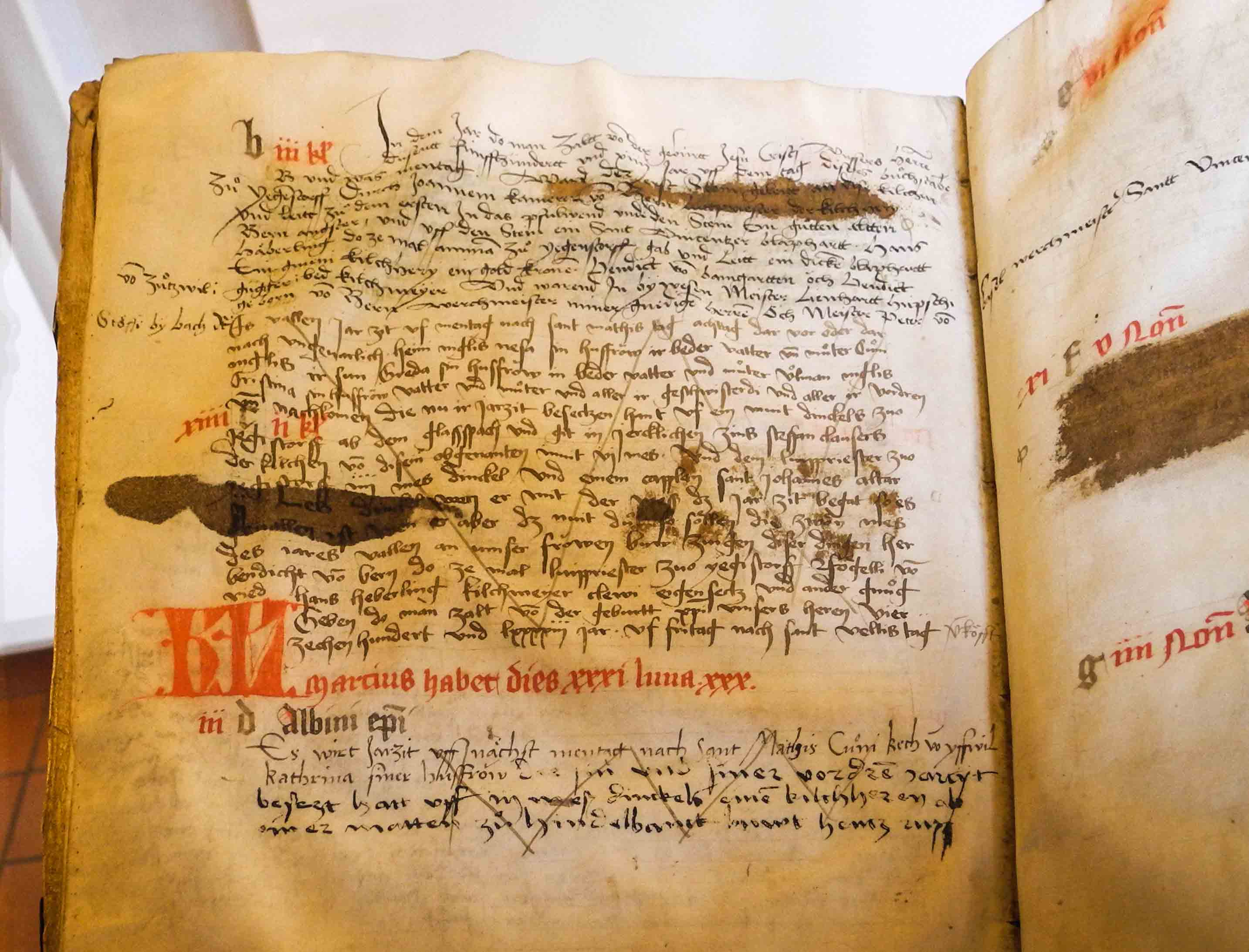
Seite aus dem Jahrzeitbuch von Jegenstorf mit dem 27. und 28. Februar, gefolgt vom rot markierten Monatsanfang zum 1. März und dem Hinweis auf das Heiligenfest zu Ehren des Bischofs Albinus ("Albini epi"). Am linken Rand sind die Tagesbuchstaben "b", "c" und "d" (wohl zum Jahr 1399) erkennbar, auf die rubrizierten Datumsangaben folgen die Einträge zu den Jahrzeiten einzelner Stifter.

Das Grundraster von Jahrzeitbüchern bildet der immerwährende römische Kalender, angereichert mit den Namen der christlichen Tagesheiligen und allenfalls weiterer kalendarischer Angaben wie der Goldenen Zahl und den Tagesbuchstaben. In dieses Raster wurden sodann sukzessive die Namen und Stiftungen von verstorbenen Wohltätern unter ihrem Todestag oder einem anderen für sie bedeutungsvollen Datum eingetragen, zusammen mit Vorschriften zur Verteilung der gestifteten Güter. Neben ihrer liturgischen Funktion zur Begehung der gestifteten Messfeiern kam den Jahrzeitbüchern somit auch eine erhebliche administrative Bedeutung bei der Einkünfte- und Güterverwaltung zu.
Mitunter enthalten Jahrzeitbücher chronikalische Berichte über denkwürdige Ereignisse. Besonders hervorzuheben sind für den Raum der Alten Eidgenossenschaft die sogenannten Schlachtjahrzeiten. In seltenen Fällen wurde den Stifterinnen und Stiftern außerdem das Familienwappen beigefügt, so dass es sich um frühe heraldische Zeugnisse handelt. Als besonders schönes Exemplar gilt aufgrund seiner Wappeneinträge das Jahrzeitbuch von Uster.

## Ausgaben
Als überregionale Editionsreihe liegt zum deutschsprachigen Raum nur die Abteilung Antiquitates der Monumenta Germaniae Historica vor mit den älteren Bänden Necrologia Germaniae und den modernen Reihen Libri Memoriales und Libri memoriales et Necrologia. Nova Series. Innerhalb der Necrologia wurden nur die süddeutschen Diözesen Augsburg, Konstanz, Chur, Salzburg, Brixen, Freising, Regensburg und Passau bearbeitet.
In Frankreich widmet sich die Reihe Obituaires des Recueil des historiens de la France den nekrologischen Quellen.

### Übersichten zum deutschsprachigen Raum
- August Potthast: Wegweiser durch die Geschichtswerke des europäischen Mittelalters bis 1500. Band 2, 2. Auflage. Berlin 1896, S. 807–842 (Internet Archive – auch andere Länder).
- Wilhelm Wattenbach: Deutschlands Geschichtsquellen im Mittelalter bis zur Mitte des dreizehnten Jahrhunderts. Band 1, 6. Auflage. Berlin 1893, S. 437–460 (ULB Düsseldorf: Verzeichniss vollständig oder im Auszug gedruckter Necrologien – auch andere Länder).
- Datenbank Geschichtsquellen des deutschen Mittelalters. Schlagwort: Memoria

#### Südwestdeutschland und Rheinland
- Franz Ludwig Baumann: Bericht über schwäbische Todtenbücher. In: Neues Archiv der Gesellschaft für ältere deutsche Geschichtskunde. 7, 1882, S. 19–41 (DigiZeitschriften).
- Franz Ludwig Baumann: Ueber Todtenbücher der Bisthümer Cur und Constanz. In: Neues Archiv der Gesellschaft für ältere deutsche Geschichtskunde. 8, 1883, S. 425–447 (DigiZeitschriften).
- Franz Ludwig Baumann: Ueber die Todtenbücher der Bisthümer Augsburg, Constanz und Cur. In: Neues Archiv der Gesellschaft für ältere deutsche Geschichtskunde. 13 1888, S. 409–429 (DigiZeitschriften).
- Anna-Dorothee von den Brincken: Die Totenbücher der stadtkölnischen Stifte, Klöster und Pfarreien. In: Jahrbuch des Kölnischen Geschichtsvereins. 42, 1968, S. 137–175 (UB Köln).
- Franz Falk: Necrologia Moguntina. In: Neues Archiv der Gesellschaft für ältere deutsche Geschichtskunde. 19, 1894, S. 693–704 (DigiZeitschriften, Mainz).
- Jean-Loup Lemaître: Répertoire des documents nécrologiques français. Publiés sous la direction de Pierre Marot. Imprimerie nationale, de Boccard, Paris 1980. Mehrere Nachtragsbände bis 2008 (Recueil des historiens de la France publié par l’Académie des inscriptions et belles-lettres. Obituaires, 7) (berücksichtigt das Elsaß und Lothringen).
- Ferdinand Wilhelm Emil Roth: Nassauer Nekrologien. In: Neues Archiv der Gesellschaft für ältere deutsche Geschichtskunde. 23, 1898, S. 566–568 (DigiZeitschriften).
- Johannes Weingart: Pfälzer Seelbücher des Spätmittelalters: Allgemeiner Überblick und Darstellung des Seelbuchs des St. Georgenhospitals zu Speyer. In: Mitteilungen des Historischen Vereins der Pfalz. 103, 2005, S. 125–152.
- Dieter Geuenich: Mittelalterliche Necrologien vom Niederrhein. In: Rhein-Maas 3 (2012), S. 13–21.

#### Norddeutschland
- Hans Mahrenholtz: Nachweise von Nekrologien und Memorienbüchern im Bereich des Landes Niedersachsen und angrenzender Gebiete. In: Norddeutsche Familienkunde. 12, 29, 1980, S. 65–74, 97–104.

### Österreich
- Adalbert Franz Fuchs: Bericht über die Totenbücher Nieder-Oesterreichs. In: Neues Archiv der Gesellschaft für ältere deutsche Geschichtskunde. 35, 1910, S. 721–766 (DigiZeitschriften).
- Sigmund Herzberg-Fränkel: Ueber die necrologischen Quellen der Diöcesen Salzburg und Passau. In: Neues Archiv der Gesellschaft für ältere deutsche Geschichtskunde. 13, 1888, S. 269–304 (DigiZeitschriften).

### Schweiz
- Hugener (wie oben)
- Datenbank sämtlicher Gedenkaufzeichnungen aus dem Gebiet der heutigen Schweiz auf Ad fontes
- Jahrzeitenbücher im Raum der Stadt und Republik Bern

### Frankreich
- Jean-Loup Lemaître: Directives pour la préparation d’une édition de document nécrologique. In: Bulletin philologique et historique. 1979, S. 11–17.
- Jean-Loup Lemaître: La commémoration des défunts et les obituaires dans l’Occident chrétien. In: Revue d’histoire de l’Église de France. 71, 1985, S. 131–145.

### Niederlande
- Repertorium van handschriften en edities van middeleeuwse necrologische bronnen betreffende Nederland (Archivversion einer Internetseite).

### Italien
- Heinrich Appelt, Leo Santifaller (Bearb.): Kalender und Nekrolog des Kollegiatstiftes im Kreuzgang zu Bressanone aus dem 13. Jahrhundert. Athesia, Bozen 1939 (= Jahrbuch für Geschichte, Kultur und Kunst. Beihefte 4) (online).
- Cosimo Damiano Fonseca (Hrsg.): La Tradizione commemorativa nel Mezzogiorno medioevale: ricerche e problemi. Congedo editore, Galatina 1985.